# Batalla de Radzymin (1920)
La batalla de Radzymin (en polaco: Bitwa pod Radzyminem) tuvo lugar durante la guerra polaco-soviética (1919–21). La batalla ocurrió cerca de la ciudad de Radzymin, a 20 kilómetros al noreste de Varsovia, entre el 13 y el 16 de agosto de 1920. Junto con la batalla de Ossów y la contraofensiva polaca del área del río Wieprz, este compromiso era una parte esencial de qué más tarde fue la batalla de Varsovia. Siendo una de las batallas más sangrientas e intensas de la guerra.
La etapa primera de la batalla empezó el 13 de agosto con un ataque frontal del Ejército Rojo a la cabeza de puentes de Praga-Południe. Las fuerzas soviéticas capturaron Radzymin el 14 de agosto y rompieron las líneas del Ejército Primero Polaco, que estaba defendiendo Varsovia. Radzymin cambió varias veces de manos por los fuertes combates. Diplomáticos extranjeros, con la excepción del embajador británico y el nuncio apostólico, se marcharon de Varsovia.
El plan de la batalla era sencillo para ambos lados. Los rusos querían romper las defensas polacas en Varsovia, mientras la meta polaca era defender un área suficientemente amplia como para orquestar una contraofensiva de dos puntas del sur, dirigido por el general Józef Piłsudski desde el norte y con el general Władysław Sikorski para flanquear las fuerzas atacantes.
Después de tres días de combate intenso, el 1.º Ejército Polaco, ahora de tamaño de un cuerpo de ejército, bajo el general Franciszek Latinik, logró repeler un asalto directo de seis divisiones de fusileros del Ejército Rojo en Radzymin y Ossów. La lucha para controlar Razymin forzó al general Józef Haller, comandante del Frente Norte Polaco, comenzar el contraataque del Quinto Ejército antes de lo planeado. Radzymin fue reconquistado el 15 de agosto, y esta victoria demostró más tarde haber sido un punto de inflexión para la batalla de Varsovia. La contraofensiva fue exitosa, empujando fuerzas soviéticas lejos de Radzymin y Varsovia, además de afectar notablemente las fuerzas de cuatro divisiones soviéticas.